# Zaharija av Serbien
Zaharija av Serbien, död 924, var en serbisk monark. Han var furste av Serbien från 922 till 924.